# 19 octobre
Pour les articles homonymes, voir Dix-Neuf-Octobre.
19 septembre 19 novembre
Chronologies thématiques
- Croisades
- Ferroviaires
- Sports
- Disney
- Anarchisme
- Catholicisme

Abréviations / Voir aussi
- (° 1852) = né en 1852
- († 1885) = mort en 1885
- a.s. = calendrier julien
- n.s. = calendrier grégorien
- Calendrier
- Calendrier perpétuel
- Liste de calendriers
- Naissances du jour

Le 19 octobre est le 292e jour de l'année du calendrier grégorien, le 293e en cas d'année bissextile. Il reste 73 jours avant la fin de l'année.
C'était généralement l'équivalent du 28 vendémiaire du calendrier républicain ou révolutionnaire français, officiellement dénommé jour de la tomate.

## Événements

### IIIesiècleav. J.-C.
- -202 : bataille de Zama au nord de l'actuelle Tunisie pendant la deuxième guerre punique, qui voit la victoire des forces coalisées romaines et numides dirigées par le général Scipion l'Africain et le roi Massinissa, sur les troupes coalisées du Carthaginois Hannibal Barca et de l'autre Numide berbère Syphax (21 500 morts, 15 000 blessés, 15 000 prisonniers, de part et d'autre).

### Vesiècle
- 439 : prise de Carthage par les Vandales de Genséric.

### XVIesiècle
- 1505 : mariage de Ferdinand le Catholique avec Germaine de Foix.

### XVIIIesiècle
- 1789 :
  - fondation du Club des jacobins[1].
  - à la suite des journées des 5 et 6 octobre 1789, au cours desquelles le roi et sa famille ont été emmenés de Versailles à Paris, l'Assemblée nationale, qui a décidé de quitter Versailles, tient sa première réunion plénière à Paris, dans la chapelle de l’archevêché[2].

### XIXesiècle
- 1864 : bataille de Cedar Creek, pendant la guerre de Sécession.

### XXesiècle
- 1921 : nuit sanglante, au Portugal.
- 1948 : résolution no 59, du Conseil de sécurité des Nations unies, relative à la question de la Palestine.
- 1974 : autonomie de Niue vis-à-vis de la Nouvelle-Zélande, à la suite d’un référendum.
- 1983 : affrontements à la Grenade. Maurice Bishop, chef du Gouvernement révolutionnaire populaire, est tué par la faction radicale de son parti. Un conseil militaire prend le pouvoir.

### XXIesiècle
- 2001 : raids sur Rhino et Gecko, première action d'envergure au sol de la guerre d'Afghanistan.
- 2015 : élection fédérale canadienne de 2015.

## Arts, culture et religion
- 1977 : La Guerre des Étoiles de George Lucas sort au cinéma en France alors que l'avion Concorde effectue ses premiers trajets transatlantiques New York - Paris[3].
- 2003 : béatification de mère Teresa.
- 2014 : béatification de Paul VI.

## Sciences et techniques
- 1783 : premier vol humain en montgolfière.
- 1939 : en France, fondation du CNRS (Centre National de la Recherche Scientifique).
- 2016 : l'atterrisseur Schiaparelli atteint Mars.
- 2017 : découverte de 1I/ʻOumuamua, le tout premier astéroïde détecté ayant une origine extrasolaire confirmée.

## Économie et société
- 1984 : assassinat du prêtre polonais Jerzy Popieluszko.
- 1987 : à Wall Street, krach d'octobre 1987.
- 2013 : en Belgique, un avion de parachutistes s'écrase près de Namur, tuant ses 11 occupants.
- 2018 : en Inde, un accident ferroviaire fait au moins 60 morts, à Amritsar.
- 2019 : au Chili, de violentes manifestations ont lieu, en réaction à des mesures d’augmentation des prix de services publics, depuis le 7 octobre 2019[4]. Bien que relativement faibles, ces augmentations déclenchent l'expression d'un profond ressenti de la population à l'encontre des importantes inégalités sociales que connaît le pays, et le bilan humain est de 15 morts et de 270 blessés.

## Naissances

### XVIesiècle
- 1558 : Giovanni Alberti, peintre italien († 10 août 1601).

### XVIIesiècle
- 1605 : Thomas Browne, homme de lettres anglais († 19 octobre 1682).
- 1609 : Giovanni Bona, prélat et écrivain italien († 28 octobre 1674).

### XVIIIesiècle
- 1718 : Victor-François de Broglie, militaire français († 30 mars 1804).
- 1762 : Pierre Flaust, homme politique français († 20 février 1824).
- 1764 : Étienne de Jouy, dramaturge et librettiste français († 4 septembre 1846).

### XIXesiècle
- 1810 : Cassius Marcellus Clay, militant et abolitionniste américain († 22 juillet 1903).
- 1840 : John White Chadwick, théologien et écrivain américain († 11 décembre 1904).
- 1858 : George Albert Boulenger, zoologiste britannique († 23 novembre 1937).
- 1862 : Auguste Lumière, ingénieur, industriel et biologiste français, co-inventeur du cinématographe († 10 avril 1954).
- 1877 : Charles Léger, anarchiste et terroriste français († 17 août 1917).
- 1895 : Jules Covin, as de l'aviation française de la Première Guerre mondiale († 21 mars 1918).

### XXesiècle
- 1904 : Roger Féral (Roger Boris Lazareff dit), journaliste français († 5 octobre 1964).
- 1908 : Olga Lengyel, rescapée de la Shoah († 5 avril 2001).
- 1909 : Marguerite Perey, chimiste française († 13 mai 1975).
- 1910 :
  - Subrahmanyan Chandrasekhar (சுப்பிரமணியன் சந்திரசேகர்), astrophysicien indien, prix Nobel de physique 1983 († 21 août 1995).
  - Paul Robert, lexicographe et éditeur français († 11 août 1980).
- 1911 : Pierre Gallien, coureur cycliste français († 28 mai 2009).
- 1913 :
  - Haxhi Lleshi, militaire et homme politique albanais, ancien chef de l’État de 1953 à 1982 († 1er janvier 1998).
  - Vinícius de Moraes, poète et parolier brésilien († 9 juillet 1980).
- 1914 : Juanita Moore, actrice américaine († 1er janvier 2014).
- 1916 : 
  - Jean Dausset, immunologiste français, prix Nobel de physiologie ou médecine en 1980 († 6 juin 2009).
  - Emil Gilels (Эмиль Григорьевич Гилельс), pianiste ukrainien († 14 octobre 1985).
- 1921 : 
  - George Nader, acteur américain († 4 février 2002).
  - Gunnar Nordahl, joueur de football suédois († 15 septembre 1995).
- 1925 : Emilio Eduardo Massera, militaire argentin († 8 novembre 2010).
- 1926 : 
  - Ulric Blackburn, homme politique québécois († 2 juin 1999).
  - Edward Lewis Wallant, écrivain américain († 5 décembre 1962).
- 1927 :
  - Pierre Alechinsky, peintre et graveur belge.
  - Jean-Marie Bastien-Thiry, militaire français († 11 mars 1963).
- 1928 : Mizanur Rahman Chowdhury, homme politique bangladais († 2 février 2006).
- 1929 :
  - Nirmala Deshpande, militante et écrivaine indienne († 1er mai 2008).
  - Luciano Ercoli, producteur, réalisateur et scénariste italien († 15 mars 2015).
- 1931 : 
  - John le Carré (David John Moore Cornwell dit), écrivain britannique de romans d'espionnage († 12 décembre 2020).
  - Manuel García « Manolo » Escobar, chanteur et acteur espagnol († 24 octobre 2013).
- 1932 : 
  - François Guillaume, homme politique français.
  - Robert Reed, acteur américain († 12 mai 1992).
- 1933 : Geraldo Majella Agnelo, prélat brésilien.
- 1934 : Yakubu Gowon, général et chef d'État du Nigeria entre deux coups d'État en 1966 et 1975 marquées par la guerre du Biafra.
- 1937 : Terence Thomas, homme politique et banquier britannique († 1er juillet 2018).
- 1939 : Danas Pozniakas, boxeur lituanien, champion olympique († 4 février 2005).
- 1940 : 
  - Michael Gambon, acteur irlandais († 28 septembre 2023).
  - Jerzy Kulej, boxeur et homme politique polonais, double champion olympique († 13 juillet 2012).
- 1944 : 
  - George McCrae, chanteur américain.
  - O Yeong-su, acteur sud-coréen.
  - Peter Tosh, chanteur, musicien et auteur-compositeur jamaïcain († 11 septembre 1987).
- 1945 : 
  - John Lithgow, acteur et producteur américain.
  - Jeannie C. Riley (Jeanne Carolyn Stephenson dite), chanteuse américaine de country.
- 1946 : 
  - Robert Hue, homme politique français, secrétaire du Parti communiste français de 1994 à 2003.
  - Christian Le Lann, syndicaliste français.
- 1947 : Jutta Weinhold, chanteuse allemande.
- 1948 : George Pau-Langevin, femme politique et avocate française, plusieurs fois ministre et députée.
- 1950 : Dale Tallon, hockeyeur sur glace et gestionnaire québécois.
- 1953 : Jerzy Rybicki, boxeur polonais, champion olympique.
- 1955 : Sabine Haudepin, actrice française.
- 1956 : Thierry Beccaro, comédien de théâtre et présentateur de télévision français.
- 1958 :
  - Sharada Sharma, poétesse et romancière népalaise.
  - Marc Wélinski, homme d'audiovisuel et romancier français.
- 1961 : Timothy Wayne « Tim » Belcher, joueur de baseball américain.
- 1962 : Tracy Chevalier, romancière américaine.
- 1963 : Laurent de Belgique, prince belge.
- 1964 :
- Agnès Jaoui, actrice et réalisatrice française.
- Gretchen Daily, biologiste américaine, spécialiste de l'écologie tropicale.
- 1966 : 
  - Jon Favreau, acteur, réalisateur, producteur et scénariste américain.
  - David Vann, écrivain américain.
  - Meldrick Taylor, boxeur américain, champion olympique.
- 1969 : Trey Parker (Randolph Severn Parker III dit), réalisateur américain.
- 1970 : 
  - Christopher Lee « Chris » Kattan, humoriste et acteur américain.
  - Nouria Benida-Merah, athlète algérienne spécialiste du demi-fond, championne olympique.
- 1971 : Stefan Hart de Keating, poète de slam mauricien.
- 1972 : Megan Marcks, rameuse d'aviron australienne, championne olympique.
- 1973 : Hicham Arazi (هشام ﺍﺭﺍزي), joueur de tennis marocain.
- 1976 : Michael Young, joueur de baseball américain.
- 1977 :
  - Habib Beye, footballeur sénégalais.
  - Louis-José Houde, humoriste canadien.
  - Jason Reitman, acteur, réalisateur, scénariste et producteur d'origine québécoise.
- 1978 : Vincent Macaigne, comédien français.
- 1980 : José Bautista, joueur de baseball dominicain.
- 1981 : Heikki Kovalainen, pilote de F1 finlandais.
- 1982 : 
  - James Anthony Happ, joueur de baseball américain.
  - Louis Oosthuizen, golfeur sud-africain.
  - Gillian Jacobs , actrice américaine.
- 1983 : 
  - Brenton Rickard, nageur australien.
  - Rebecca Ferguson, actrice suédoise.
- 1984 : 
  - Jérémy Chatelain, chanteur français.
  - Joshua Aubry « Josh » Tomlin, joueur de baseball américain.
- 1985 : Maxime Desbiens-Tremblay, acteur québécois.
- 1986 :
  - Alexis Contin, patineur de vitesse français.
  - Mourad El Mabrouk, basketteur tunisien.
- 1995 : Pascaline Adanhouegbe, athlète béninoise.

## Décès

### XIIesiècle
- 1179 : Eudes de Saint-Amand, maître de l'ordre du Temple (° 1110).

### XIIIesiècle
- 1287 : Bohémond VII de Tripoli, comte de Tripoli (° 1275).

### XIVesiècle
- 1335 : Élizabeth Ryksa, reine de Pologne de 1303 à 1305 et de Bohême de 1303 à 1305 puis de 1306 à 1307 (° 1er septembre 1288).

### XVIIesiècle
- 1609 : Jacobus Arminius, théologien néerlandais (° 10 octobre 1560).
- 1682 : Thomas Browne, homme de lettres anglais (° 19 octobre 1605).

### XVIIIesiècle
- 1745 : Jonathan Swift, écrivain irlandais (° 30 novembre 1667).

### XIXesiècle
- 1810 : Jean-Georges Noverre, créateur du ballet moderne (° 29 avril 1727).
- 1813 : Józef Antoni Poniatowski, militaire polonais (° 7 mai 1763).
- 1826 : François-Joseph Talma, acteur français(° 15 janvier 1763).
- 1854 : Théodore de Lameth, général et homme politique français (° 24 juin 1756).
- 1860 : Ang Duong (ព្រះបាទ អង្គ ឌួង), roi du Cambodge de 1841 à 1860 (° 1796).
- 1878 : Agostino Perini, naturaliste italien (° 2 décembre 1802).
- 1886 :
  - Louis-Xavier Gargan, inventeur français (° 20 janvier 1816).
  - Alexandre Vührer, fonctionnaire et patron de presse français (° 11 avril 1817).
- 1897 : George Pullman, inventeur et industriel américain (° 3 mars 1831).

### XXesiècle
- 1911 : Eugene Ely, aviateur américain (° 21 octobre 1886).
- 1918 : Joseph Jean Bougie, hockeyeur sur glace canadien (° 11 janvier 1886).
- 1936 : Lu Xun / 鲁迅 (Zhou Shuren / 周树人 dit), écrivain chinois (° 25 septembre 1881).
- 1937 : Ernest Rutherford, physicien néo-zélandais, prix Nobel de chimie en 1908 (° 30 août 1871).
- 1943 :
  - André Antoine, homme de théâtre et de cinéma français (° 31 janvier 1858).
  - Camille Claudel, sculptrice française (° 8 décembre 1864).
- 1945 : Plutarco Elías Calles, homme politique et militaire mexicain, président de la République du Mexique de 1924 à 1928 (° 25 septembre 1877).
- 1955 : John Hodiak, acteur américain (° 16 avril 1914).
- 1956 : 
  - Emanuel Jonasson, compositeur et musicien suédois (° 23 février 1886).
  - Isham Jones, saxophoniste, chef d'orchestre et compositeur américain (° 31 janvier 1894).
- 1964 : Maurice Gosfield, acteur américain (° 28 janvier 1913).
- 1968 : Julia Lee Niebergall, compositrice américaine (° 15 février 1886).
- 1970 : Lázaro Cárdenas, homme politique et militaire mexicain, président de la République du Mexique de 1934 à 1940 (° 21 mai 1895).
- 1971 : César Girón, matador vénézuélien (° 13 juin 1933).
- 1978 : Gig Young (Byron Elsworth Barr dit), acteur américain (° 4 novembre 1913).
- 1981 : Dymphna Cusack, écrivaine et militante australienne (° 22 septembre 1902).
- 1983 : Maurice Bishop, homme politique grenadien (° 29 mai 1944).
- 1984 : 
  - Henri Michaux, écrivain et poète français d'origine belge (° 24 mai 1899).
  - Jerzy Popieluszko, prêtre polonais (° 14 septembre 1947).
- 1985 : Alfred Rouleau, administrateur québécois (° 19 août 1915).
- 1986 : Samora Machel, homme politique et enseignante, président du Mozambique de 1975 à 1986 (° 29 septembre 1933).
- 1987 : Jacqueline du Pré, musicienne britannique (° 26 janvier 1945).
- 1988 : Son House (Edward James House Jr. dit), chanteur et guitariste de blues (° 21 mars 1902).
- 1992 : Joachim Guillaume « Willie » Lamothe, chanteur de musique country et acteur québécois (° 27 janvier 1920).
- 1995 : Donald Eugene « Don » Cherry, trompettiste de jazz américain (° 18 novembre 1936).
- 1997 : 
  - Glen Buxton, guitariste et compositeur américain (° 10 novembre 1947).
  - Harold French, réalisateur et acteur britannique (° 23 avril 1897).
  - Francisco Guerrero Marín, compositeur de musique contemporaine espagnol (° 7 juillet 1951).
  - Pilar Miró, réalisatrice espagnole (° 20 avril 1940).
- 1998 : Fritz Honka, tueur en série allemand (° 31 juillet 1935).
- 1999 : Nathalie Sarraute (Natalia "Natacha" Tcherniak dite), femme de lettres française (° 18 juillet 1900).
- 2000 :
  - Gustav Kilian, cycliste sur piste allemand (° 3 novembre 1907).
  - Antonio Maspes, cycliste sur piste italien (° 14 janvier 1932).

### XXIesiècle
- 2001 : 
  - Woodrow Wilson Clarence « Woody » Dumart, hockeyeur professionnel canadien (° 23 décembre 1916).
  - Araquem de Melo, footballeur brésilien (° 7 juillet 1944).
- 2002 : 
  - Manuel Álvarez Bravo, photographe mexicain (° 4 février 1902).
  - Nikolai Rukavishnikov (Никола́й Никола́евич Рукави́шников), cosmonaute soviétique (° 18 décembre 1932).
- 2003 : Alija Izetbegovic (Алија Изетбеговић), philosophe et homme politique bosnien (° 8 août 1925).
- 2004 : George Daneel, joueur de rugby à XV sud-africain (° 29 août 1904).
- 2005 : 
  - Corinne Côté-Lévesque, conseillère politique québécoise et épouse du Premier ministre René Lévesque (° 10 novembre 1943).
  - Wolf Rilla, réalisateur américain (° 16 mars 1920).
  - Luis Adolfo Siles Salinas, homme d'État bolivien (° 25 juin 1925).
- 2006 : Phyllis Kirk, actrice américaine (° 18 septembre 1927).
- 2007 :
  - Hubert Durand-Chastel, homme politique français (° 8 août 1918).
  - Jan Wolkers, écrivain et artiste néerlandais (° 26 octobre 1925).
- 2008 : 
  - Gianni Raimondi, ténor italien (° 17 avril 1923).
  - Doreen Wilber, archère américaine (° 1er août 1930).
- 2009 : 
  - Gabriel Rossi, footballeur français (° 6 mai 1930).
  - Joseph Wiseman, acteur canadien (° 15 mai 1918).
- 2010 : 
  - Tom Bosley, acteur américain (° 1er octobre 1927).
  - André Mahé, coureur cycliste français (° 18 novembre 1919).
- 2012 :
  - Lincoln Alexander, homme politique canadien (° 21 janvier 1922).
  - Raymond Dumais, prélat canadien (° 4 juin 1950).
  - Maurice Sergheraert, homme politique français (° 28 janvier 1920).
- 2013 : Georges Descrières (Georges René Bergé dit), comédien français (° 15 avril 1930).
- 2014 : Étienne Mourrut, homme politique français (° 4 décembre 1939).
- 2016 :
  - Yvette Chauviré, danseuse étoile française (° 22 avril 1917).
  - Phil Chess, producteur de musique américain (° 27 mars 1921).
- 2017 : Jacques Bobe, homme politique français (° 1er janvier 1936).
- 2020 : Wojciech Pszoniak, acteur polonais (° 2 mai 1942).
- 2021 : Bernard Tiphaine, acteur et doublure vocale française (de Chuck Norris etc. ; ° 29 juillet 1938).

## Célébrations
- Albanie (Europe) : jour de Mère Térésa native du pays (depuis sa béatification en 2003 ci-avant, et en photographie ci-contre).Mère Térésa de Calcutta

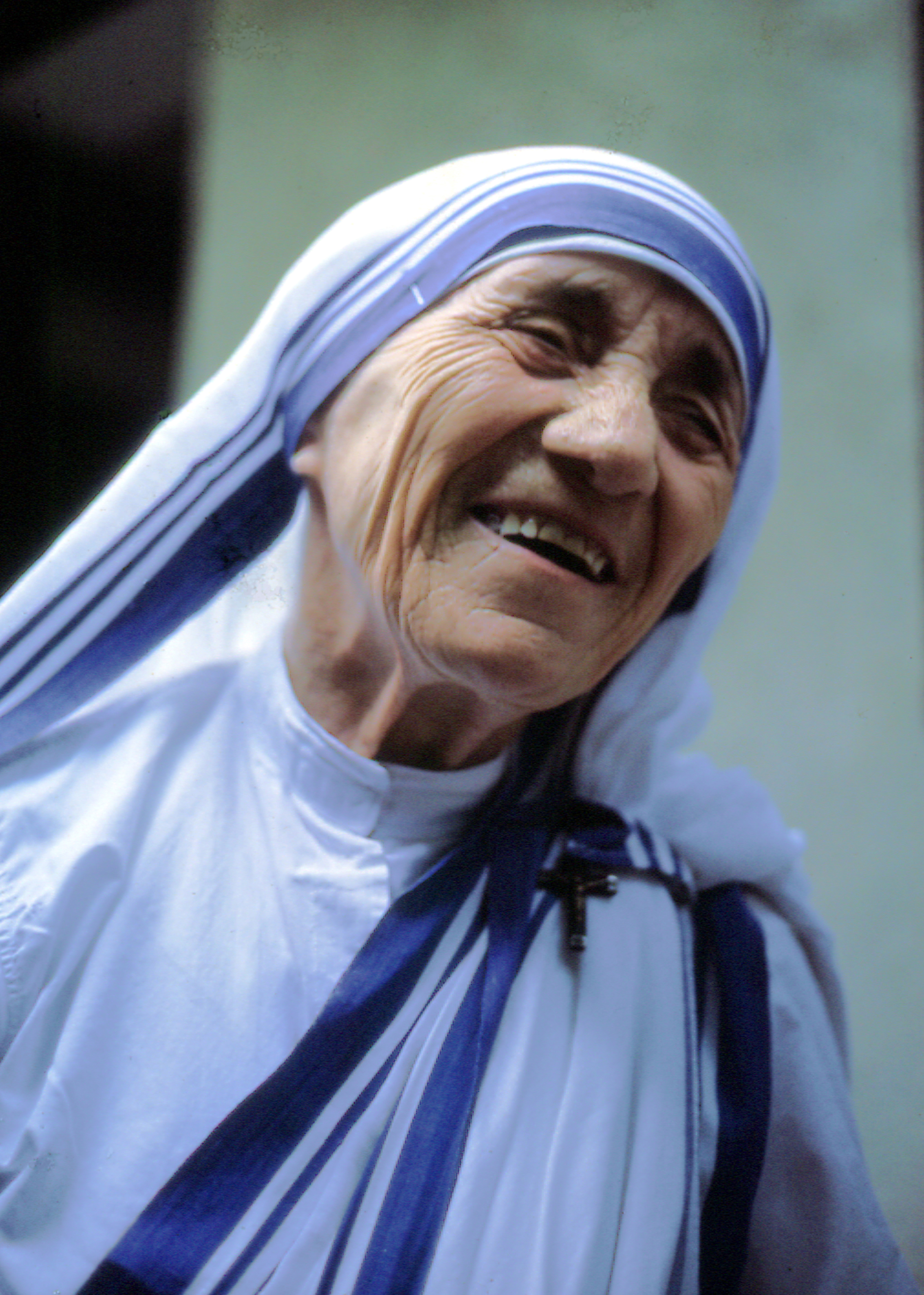
Mère Térésa de Calcutta

- Niue (Océanie Pacifique) : jour de la Constitution et fête de son indépendance.

- Christianisme : station à fondation d'Eudocie de Saint-Étienne avec mémoire de ladite Eudocie et lectures de Héb. 6, 1-12 et de Jn 6, 35(-?) dans le lectionnaire de Jérusalem.

### Saints des Églises chrétiennes

#### Catholiques et orthodoxes
- Astére d'Ostie († 222), martyr à Ostie.
- Cléopâtre de Palestine (en) († 319), veuve et martyre.
- Eustère († 555), évêque à Salerne.
- Frideswide († 727), vierge à Oxford, patronne de l'université d'Oxford.
- Gérin († 466) — ou « Guérin » —, martyrisé par les ariens à Aureilhan.
- Grat d'Oloron († 506), 1er évêque d'd'Oloron.
- Joël († IVe siècle av. J.-C.), prophète de l'Ancien Testament.
- Laure de Cordoue († 864), martyre à Cordoue.
- Ptolémée et Lucius, († 166) martyrs à Rome.
- Varus d'Alexandrie (en) († 307), soldat martyr en Égypte.
- Véran de Cavaillon († VIe siècle), 6e évêque de Cavaillon.

#### Saint catholique du jour
- Agnès de Jésus († 1634), bienheureuse dominicaine française.
- Jerzy Popieluszko († 1984), bienheureux prêtre et martyr polonais.
- Martyrs canadiens († XVIIIe siècle), groupe de missionnaires européens mis à mort par les indigènes pour la foi catholique.
- Paul de la Croix († 1755), prêtre italien, fondateur des Passionistes.
- Philippe Howard († 1595), 13e comte d'Arundel, martyr en la tour de Londres.
- Thomas Hélye († 1257), bienheureux prêtre français, prédicateur aux diocèses de Coutances et d'Avranches.

#### Saint orthodoxe du jour
Saint orthodoxe du jour :
- Jean de Rila († 946), moine fondateur du monastère de Rila et protecteur de la Bulgarie.

### Prénoms du jour
Bonne fête aux René et son féminin Renée ; leurs équivalents italiens : Renato, Renata ; anglophone Rene (?) (cf. l'actrice Rene Russo) ; germanique Reinhardt, son "dérivé" Renard voire Reginald, Réginald, Rainer, Rainier, Rainiero/a, Ré(g)nier (voir Sainte Reine, Regina, Régina, Reina, Raina, Rania (?) des 7 septembre).
Et aussi aux :
- Joël et ses féminins : Joëla, Joële, Joëline, Joëlla, Joëlle, Joëlline et Joëly ; leurs variantes : Yoël(le/-la).
- Yaël et son féminin Yaëlle ; leurs variantes Yoël(le/a) ci-dessus.
- Laure et ses nombreux dérivés (voir 10 août).

## Traditions et superstitions

### Dictons du jour
- « À la saint-René, couvre ton nez ! »[6][réf. à confirmer]
- « Pour la saint-René, des vêtements chauds tu remets. »[réf. souhaitée]

### Astrologie
- Signe du Zodiaque : 26e jour de la Balance.

## Toponymie
Les noms de plusieurs voies, places, sites ou édifices de pays ou régions francophones contiennent cette date sous diverses graphies : voir Dix-Neuf-Octobre  comme in limine de la présente page.